# Mura di Corinaldo
Le mura di Corinaldo sono l'antica cinta di difesa di Corinaldo (AN) nelle Marche. 
È una delle più complete e meglio conservate della regione. Racchiude il nucleo storico della cittadina con un perimetro di 912 metri.

## Storia e descrizione

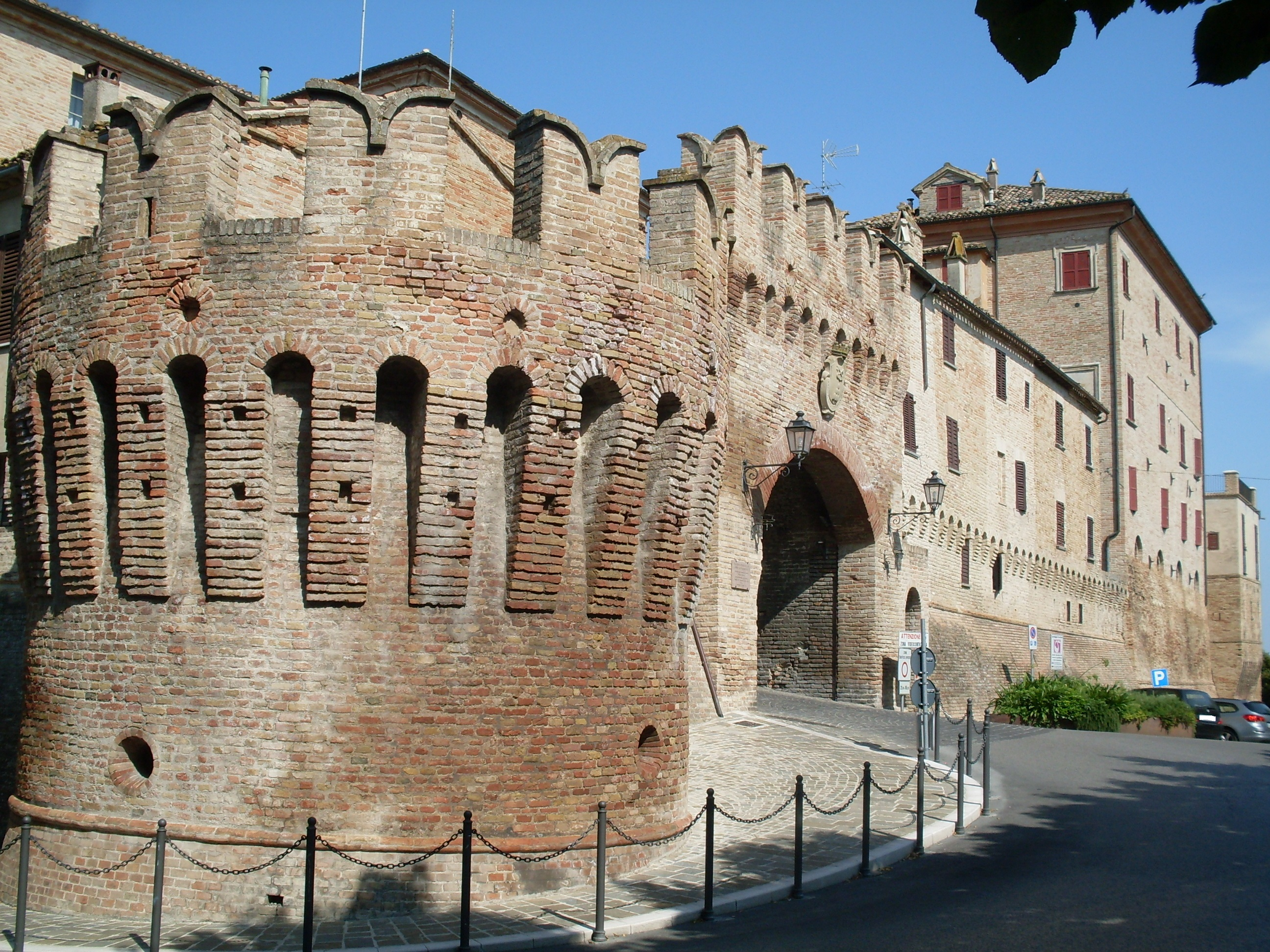
Porta Nova, 1484-90.

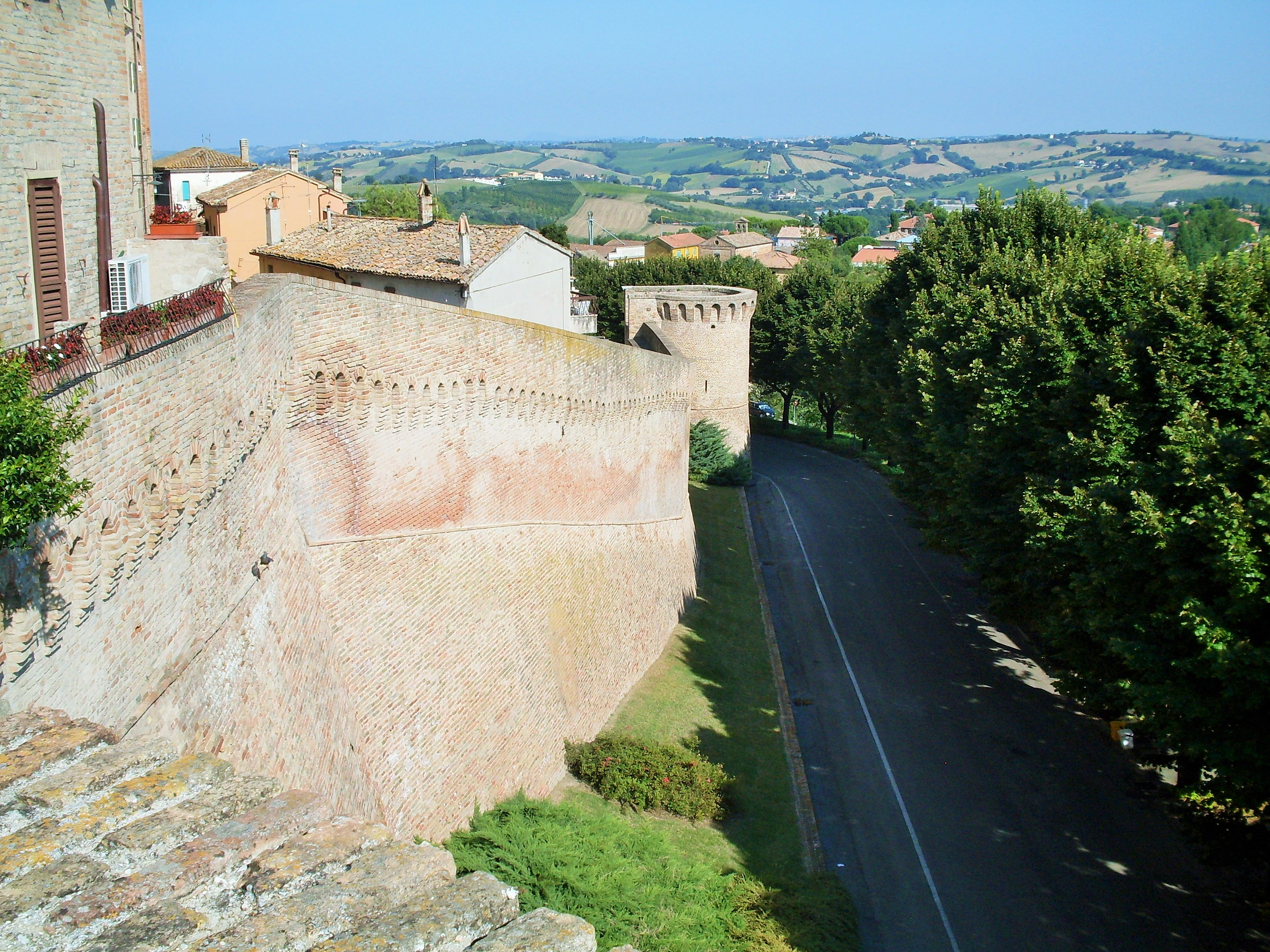
Veduta delle mura.

Con la riconquista papale della cittadina, l'esercito pontificio di Innocenzo VI, guidato da Galeotto I Malatesta, rade al suolo Corinaldo il 18 agosto 1360. Solo sette anni dopo papa Urbano V concede un'autorizzazione alla ricostruzione. È in quel frangente che le mura vengono costruite con i tipici merli a coda di rondine che conservano ancora oggi. Tra il 1484 e il 1490 vengono ampliate verso sud con l'addizione rinascimentale, più lineare e caratterizzata da beccatelli, eretta ad opera del celebre architetto militare senese Francesco Di Giorgio Martini, fino al 1490.
Hanno un perimetro di 912 metri, e un'altezza massima di 18 (Torre dello Sperone). Sono dotate porte, torri di difesa, piombatoi, feritoie, cammini di ronda e abbracciano tutto il centro storico rendendo Corinaldo un raro esempio di città fortificata. Fra le opere maggiori spiccano:
- Porta di San Giovanni, anticamente vi ospitava il Bargello e il Corpo di guardia;
- Porta di Santa Maria del Mercato, complessa costruzione che ingloba una porta d'accesso trecentesca, resti di un ponte levatoio e un torrione poligonale;
- Porta Nova, ultimo accesso costruito, accorpa una porta a un torrione cilindrico dagli alti beccatelli, vennero parzialmente interrati nel 1850 per la costruzione del viale di circonvallazione delle mura.

- Torre della Rotonda, caratteristico torrione rotondo con beccatelli eretto nell'addizione rinascimentale;
- Torre del Calcinaro
- Torre dello Scorticatore
- Torre dello Sperone